# HD131750
HD131750 — хімічно пекулярна зоря спектрального класу A2, що має видиму зоряну величину в смузі V приблизно  8,6.
Вона  розташована на відстані близько 1140,4 світлових років від Сонця.

## Пекулярний хімічний склад
Зоряна атмосфера HD131750 має підвищений вміст 
Cr
.